# Emmanuel Crétet
Emmanuel Crétet, comte de Champmol, né le 10 février 1747 au Pont-de-Beauvoisin en Savoie et mort le 28 novembre 1809 à Paris, est un administrateur et homme politique français qui a été ministre de l'Intérieur de Napoléon Ier et responsable de nombreux aménagements dans Paris. 

## Biographie

### Les débuts
Fils de François Cretet des Rivaux (1680-1763), Emmanuel Crétet est issu d'une famille de négociants de Pont-de-Beauvoisin (duché de Savoie, également pays de Mandrin) qui a fait fortune à partir de la contrebande d'étoffes indiennes, dont l'importation était interdite en France. Après ses études chez les Oratoriens de Saint-Martin-de-Miseré près de Grenoble, il entre comme commis chez un armateur bordelais.
Il fait plusieurs fois le voyage d'Amérique, avant de devenir directeur d'une caisse d'assurance contre les incendies à Paris.
En 1791, déçu des conséquences de la Révolution, il utilise sa fortune personnelle pour acquérir un bien national, le monastère des Chartreux de Champmol dans la Côte-d'Or, où il se retire.

### Carrière politique sous le Directoire
Emmanuel Crétet devient député de la Côte-d'Or et entre au Conseil des Anciens le 24 vendémiaire an IV (16 octobre 1795). Il fit partie de la plupart des comités, prit souvent la parole dans les questions de finances et d'économie politique, soutint les projets de taxe pour l'entretien des routes, de réduction des rentes, d'organisation du système décimal et de la comptabilité des communes. Président du Conseil des Anciens en septembre-octobre 1797, il est réélu au sein du même conseil par le même département le 25 germinal an VII (14 avril 1799).

### Administrateur sous le Consulat et l'Empire
Favorable au coup d'État de Bonaparte du 18 brumaire an VIII (9 novembre 1799), ce dernier le remercie en le faisant nommer le 4 nivôse an VIII (25 décembre 1799) membre du Sénat conservateur et conseiller d'État. Peu de temps après, Emmanuel Crétet prend la direction des Ponts-et-Chaussées.

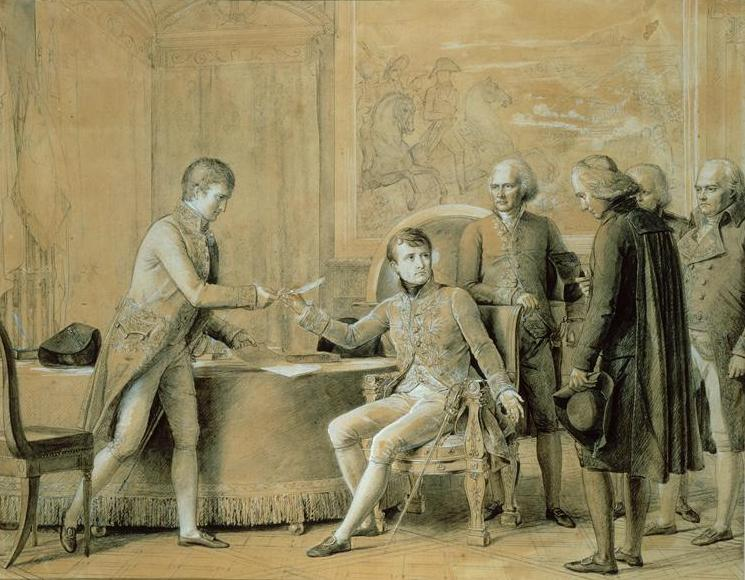
Crétet lors du signature du Concordat entre la France et le Saint-Siège, le 15 juillet 1801.

En 1801, il œuvre pour le rétablissement de la paix religieuse en devenant l'un des signataires du Concordat.
Il établit la constitution et la réalisation du premier cadastre en 1802 et les impératifs du suivi notarial. Il est à l'origine de nombreuses réalisations liées à l'aménagement de Paris (voies navigables, rues, salubrité) et de réfection des voies de communication dans tout le pays (qu'il ne verra pas toutes réalisées de son vivant). 
Malgré ses nombreuses missions, il reste attaché aux questions économiques et rédige le 11 thermidor an X (30 juillet 1802) un rapport à l'origine de la création de la Banque de France, dont il devient le premier gouverneur par décret impérial du 25 avril 1806.
Ministre de l'Intérieur le 11 août 1807 en remplacement de Jean-Baptiste Nompère de Champagny, il contresigne le décret du 17 mars 1808 qui organise l'Université impériale.
Le 1er octobre 1809, il démissionne pour raison de santé (attaques de goutte) de sa charge de ministre de l'Intérieur et il est remplacé par Joseph Fouché.
Il meurt le 28 novembre 1809 au 94, rue du Bac à Paris.
Ses obsèques ont lieu le 1er décembre 1809, en l'église Saint-Thomas d'Aquin. 
Il a l'honneur d'être inhumé au Panthéon dans le caveau III. Son cœur et ses entrailles sont cependant enterrés au cimetière d'Auteuil. 
En 1805, il avait acquis une propriété à Auteuil (Seine).

## Aménagement à Paris et dans le reste du pays
- de voies navigables comme le canal de l'Ourcq et le bassin de la Villette.
- de rues dans Paris
- de la distribution d'eau potable gratuite par fontaines publiques (fontaine du Palmier, fontaine du Fellah, ...)
- des ponts d'Austerlitz et d'Iéna à Paris.
- Le Grenier d'Abondance devant contenir plus de trois mois de vivres (farine, huile, vin) qui sera incendié ensuite pendant la Commune de Paris (1871)
- Bourse du commerce de Paris par l'architecte Alexandre-Théodore Brongniart (dont il posa la première pierre).
- La Madeleine (alors temple à la gloire de sa Grande Armée)
- Arc de Triomphe
- Les différents abattoirs de Paris
- L'inhumation en terre et arrêt des tombes dans les églises
- La réorganisation des cimetières, hors des limites de la ville :
  - le cimetière du Père-Lachaise par Alexandre-Théodore Brongniart,
  - le cimetière de Belleville,
  - le cimetière de Montmartre,
  - le cimetière du Montparnasse.

- Le premier tunnel routier français : le tunnel des Échelles (de la route impériale Paris-Milan) en avant-Pays savoyard, afin d'améliorer les conditions de passage entre la France et les États de Savoie (inauguré seulement en 1820).
- Projet routier du Mont-Cenis.
- Ponts à Roanne, à Bordeaux
- Reconstruction de la Roche-sur-Yon où Napoléon venu contrôler l'avancée des travaux en 1807, dira : « J'ai répandu l'or à pleines mains pour édifier des palais, vous avez construit une ville de boue » (car Emmanuel Crétet, avait décidé, sans son avis, de la faire reconstruire par François Cointeraux, premier spécialiste du pisé).
- Création de villes nouvelles (Napoléon-Vendée, aujourd'hui La Roche-sur-Yon, ou Napoléonville, devenue Pontivy)[6].

## Titres
- Député en 1795,
- Sénateur et conseiller d'État en 1799,
- Commandeur de la Légion d'honneur en 1805,
- Conseiller d'État à vie en 1806.
- Gouverneur de la Banque de France du 26 avril 1806 au 9 août 1807,
- Ministre de l'Intérieur de 1807 jusqu'au 1er octobre 1809,
- Comte de Champmol[9] le 26 avril 1808.

## Hommages
- Tombeau au Panthéon de Paris[10]
- Une rue de Paris longue de 58 m, parallèle à la rue Jean-Baptiste-Say et au boulevard de Rochechouard, porte son nom dans le 9e arrondissement.
- Pose d'une plaque commémorative au jardin de ville du Pont de Beauvoisin (Savoie), le samedi 15 septembre 2007 à l'occasion des Journées du Patrimoine[11].
- Ses armoiries : Armorial des rues de Paris IXe arrondissement[12]
- Son portrait par le peintre Antoine Ansiaux (Liège, 1764 - Paris, 1840) se trouve au musée des Beaux-Arts de Dijon